# Theresia Bauer
Pour les articles homonymes, voir Bauer.
Theresia Bauer (6 avril 1965 à Deux-Ponts) est une femme politique allemande de l'Alliance 90 / Les Verts. 
Le 12 mai 2011 elle est nommée Ministre de la Science, de la Recherche et de la Culture du Land de Bade-Wurtemberg.